# Мигове (курорт)
Мигове — український гірськолижний курорт в Чернівецькій області, Вижницькому районі, біля села Мигове. Розташований на висоті 500 м над рівнем моря.

## Загальна характеристика
Завдяки вдалому розташуванню і природним умовам сніг тут випадає рано, у великій кількості й тримається з грудня до березня. Усі гірськолижні курорти України мають якусь свою родзинку. Мигове — дуже гарно спланований курорт. Його родзинка — компактне розташування, що дозволяє швидко курсувати між готелями, підйомниками й закладами харчування.
У Миговому — багато варіантів трас, багато снігу, що доповнюється мальовничою буковинською природою. Головна фішка курорту — конверсійні гусеничні транспортери. На них вас доставлять у будь-яке мальовниче місце, куди не може заїхати жоден автомобіль. Кожна вершина українських Карпат буде для вас особливо близькою.

## Траси
Загальна протяжність трас у Миговому — понад 3300 м. На схилі гори Мала Кічера є два спуски. Там є відмежована траса для початківців та окрема траса для сноубордистів — 150 м. Також є сертифіковані спуски, траси слалому, що використовуються для змагань національного й міжнародного рівнів.